# Veynes
Veynes település Franciaországban, Hautes-Alpes megyében. Lakosainak száma 3244 fő (2022. január 1.). Veynes Aspres-sur-Buëch, Châteauneuf-d’Oze, Furmeyer, Montmaur, Oze és Saint-Auban-d’Oze községekkel határos.

## Népesség
A település népessége az elmúlt években az alábbi módon változott:
| Lakosok száma | 3578 | 3178 | 3148 | 3164 | 3150 | 3159 | 3182 | 3216 | 3231 | 3244 |
|               | 1968 | 1982 | 1990 | 2006 | 2013 | 2015 | 2017 | 2019 | 2020 | 2022 |